# Без гравитация
„Без гравитация“ (на английски: Falling Free) е научнофантастичен роман на американската писателка Лоис Макмастър Бюджолд, част от нейната сага за Воркосиган . Публикуван е за първи път като четири части в списание Analog от декември 1987 г. до февруари 1988 г. и печели наградата „Небюла“ за най-добър роман за 1988 г.

## Сюжет
Действието на романа се развива около 200 години преди раждането на Майлс Воркосиган, главният герой на голяма част от поредицата за Воркосиган. Той се занимава със създаването на „четириръки“, генетично модифицирани хора, които имат четири ръце, като втората двойка се появява там, където немодифицираните хора биха имали крака. Те са предназначени да бъдат използвани като работна сила в космоса, превъзходно адаптирани към нулева гравитация, но повече или по-малко безпомощни във всяко друго, освен в най-лекото гравитационно поле. От гледна точка на търговските интереси, отговорни за тяхното създаване, те са много печеливши работници, които не изискват нито едно от специалните съоръжения или задължителен отпуск, необходими на други хора, чиито тела са склонни да влошават състоянието си при дълъг престой в безтегловност. Те също така ще бъдат напълно обвързани с компанията за поддържане на живота им и няма да имат права като човешки същества.
Юридически четириръките не се класифицират като хора, а като „следзародишни създания, основани на експериментална тъкан“. Компанията ги третира като роби. Техният достъп до информация е строго контролиран; дори историите на техните деца са за работа в космоса. Може да им бъде наредено да се възпроизвеждат или да прекъснат бременност. Те са обект на развъдни програми, като компанията ги принуждава да се чифтосват само с един от избраните от компанията, независимо от съществуващите партньори. Когато нова технология за изкуствена гравитация ги направи едновременно остарели и потенциален политически срам за ръководителите, има дискусии за тяхното убиване или стерилизиране. Двукракият инженер Лео Граф, който е бил назначен да им помага в обучението, вместо това им помага да се освободят. Те в крайна сметка се установяват в първоначално отдалечена система, която постепенно се превръща в основна част от Нексус.
Буджолд заявява в бележките към своите препечатки, че „Без гравитация“ е първата половина от замислената история. Ненаписаната, втора история е трябвало да разкаже как четириръките се установяват в пространството, известно като „Квадикосмос“. Романът „Дипломатически имунитет“, публикуван през 2002 г., преразглежда темата за четириръките, показвайки състоянието на тяхното общество около 240 години след основаването му. Това се случва на гара Граф, кръстена на Лео Граф, който е герой и патриарх на четириръките.

## Персонажи
- Лео Граф – генетично немодифициран човешки инженер, чийто образ е базиран на бащата на авторката, Робърт Чарлз Макмастър (1913–1986).[2] Той е нает да помогне в обучението на четириръките в надеждни космически инженерни практики. Граф не знае за естеството на четириръките, докато не пристига на станцията. Той става съпричастен към тежкото им положение и когато научава за плановете на компанията за тях в резултат на новите технологии за изкуствена гравитация, той разработва планове за тяхното бягство.
- Силвър – млада четириръка жена, която помага на Лео Граф при бягството на четириръките. По-късно тя става негова романтична партньорка.

## В България
В България „Без гравитация“ е издаден за първи път през 1999 г. от ИК „Пан“ (ISBN  954-657-274-8).